# Firidun bey Kocharli
Firidun bey Kocharli (Choucha, 26 janvier 1863 - Gandja, 1920) est un écrivain, philologue et critique littéraire azerbaïdjanais.

## Biographie
Firidun-bey Kocharlinsky est né en 1863 dans la ville de Shusha. Il était le seul enfant de la famille. Diplômé d'une école russo-musulmane locale, il entre au Séminaire des enseignants transcaucasiens de Gori. En 1885 il commence à enseigner en tant que professeur de théologie et de langue azerbaïdjanaise à l'école russo-musulmane à Erivan.

## Vie et activité scientifique
En 1895, on l'invite au séminaire des professeurs de Gori.Kocharlinsky est l'un des premiers universitaires azerbaïdjanais à soulever la question de la standardisation de la langue littéraire azerbaïdjanaise. En 1895, Kocharlinsky publie son premier article "Comédies tatares", plus tard, en 1904, apparaît ses "Lettres sur notre littérature". En 1903  son premier travail scientifique,  une revue critique des œuvres de 130 poètes et écrivains azéris "Littérature des Tatars d'Aderbeydzhan"(il était d'usage d'appeler les Azerbaïdjanais les Tatars d'Aderbeydzhan avant la Révolution) voit le jour. Des ouvrages plus petits apparaissent en 1911 ("Mirza Fatali Akhundov") et en 1912 ("Cadeaux aux enfants").

## Traductions
Kocharlinsky faisait les traductions d'oeuvres d'auteurs russes et européens en azerbaïdjanais. Son plus grand ouvrage publié après sa mort en 1925 est "Matériaux sur l'histoire de la littérature azerbaïdjanaise". Ses oeuvres servaient de sources précises et informatives sur l'histoire et le développement de la littérature azerbaïdjanaise de son temps.

## Activité politique

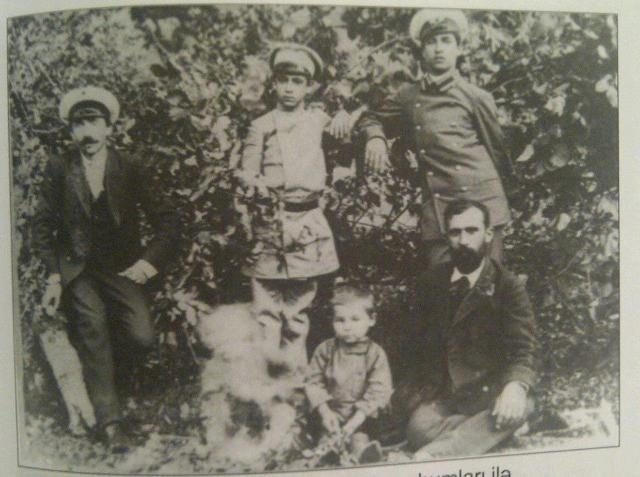
Firidun bey Kocharli avec ses proches à Choucha

Kocharlinsky était membre du Conseil central musulman transcaucasien (plus tard « Conseil national d'Azerbaïdjan »), qui proclame l'Azerbaïdjan un État indépendant le 28 mai 1918. Dans la tourmente politique et sociale provoquée par la soviétisation, Kocharlinsky accusé d'activités contre-révolutionnaires et de désobéissance aux lois du nouveau gouvernementest fut arrêté, emmené à Gandja et exécuté sans procès à la suite de fausses informations enregistrées par Lieberman sous la dictée de Sarkis Danelyan. Plus tard, Nariman Narimanov, qui appréciait hautement les activités de Kocharli, ordonne de trouver et de punir le coupable.

## Musée
La maison de Firudin bey Kotcharli  à Chouchi a un temps été affectée au musée de l'histoire du Karabakh, ouvert en 1991. 